# Rio Taquari
Pour les articles homonymes, voir Rio Taquari (homonymie).
Le rio Taquari (la « rivière des Taquaras », en tupi-guarani) est un cours d'eau brésilien de l'État du Rio Grande do Sul.
Le rio Taquari prend naissance sur les municipalités de Cambará do Sul et Bom Jesus, à l'extrême Est du Plateau des Campos Gerais, à 29° de latitude Sud et 51°30 de longitude Ouest. Sur cette portion, il est connu sous comme rio das Antas. Sous cette dénomination, la rivière parcourt 390 km. 
À proximité de la municipalité de Muçum, elle reçoit les eaux du rio Guaporé et prend le non de rio Taquari qui se jette dans le rio Jacuí, sur le territoire de la municipalité de Triunfo. Sous la seule dénomination de Taquari, le parcours est de 140 km, totalisant, en totalité, une distance de 530 km des sources à l'embouchure. Il descend dans le sens Nord-Sud jusqu'à la ville de Taquari, puis s'oriente vers le Sud-Est jusqu'à sa confluence avec la rive gauche rio Jacuí, sur la commune de São Jerônimo.
Sur son parcours, le Taquari-Antas traverse diverses régions physiogéographiques : Campos de Cima da Serra, Coteau supérieur du Nord-Est, Coteau inférieur du Nord-Est et Depression Central. Les altitudes vont de 1 200 m à l'extrême Est, dans la région des Aparados da Serra, jusqu'au niveau de la mer à l'embouchure.
La superficie du bassin Taquari-Antas est d'approximativement 27 000 km2, correspondant à environ 37 % de l'aire totale du bassin du Jacuí.
Le rio Taquari est important pour l'économie de l'État du Rio Grande do Sul. Ses eaux arrosent un total de 98 communes de l'État. Il est navigable sur 147 km de son embouchure à la municipalité de Muçum. On peut le diviser en plusieurs tronçons, à cause de caractéristiques particulières :
- depuis le Jacuí jusqu'à Taquari, la longueur de la voie navigable est de 31 km, avec une profondeur de 3,5 m ;
- de Taquari à Arroio do Meio, sur 68 km, il maintient des profondeurs de 3 m ;
- de Arroio do Meio à Muçum, sur 48 km, il n'est navigable qu'en période de crues.

La saison des hautes eaux est de juillet à décembre, et celle des basses eaux, de janvier à mai.

## Principaux affluents

### Rive gauche
- Rio Camisas
- Rio Tainhas
- Rio Lajeado Grande

### Rive droite
- Rio Quebra-Dentes
- Rio da Prata
- Rio Carreiro
- Rio Guaporé
- Rio Forqueta
- Rio Taquari-Mirim

## Caractéristiques
Le bassin hydrographique du Taquari-Antas peut être divisé, selon des critères géomorphologiques et hydrologiques, en trois tronçons :
- des sources à la confluence avec le rio Quebra-Dentes (183 km) ;
- de celle-ci à celle avec le rio Guaporé (207 km) ;
- jusqu'au rio Jacuí (140 km).